# 徐湘華
徐湘華（1978年3月11日—），台灣新聞主播，畢業於朝陽科技大學傳播藝術系。曾任華視主頻《華視晚間新聞》週末主播、澳亞衛視兼任主播、東森超視《超視晚間新聞》當家主播。2006年離職前往美國遊學半年後加入澳亞衛視，2010年6月離職。2010年7月跳槽東森新聞台主播、主持人，2021年9月24日離職。2023年12月15日宣布重返華視新聞資訊台。現任《Good morning台灣》主播。

## 學歷
- 五峰國中
- 致理商專企業管理科
- 朝陽科技大學傳播藝術系

## 經歷
- 高點電視台主播、採訪組組長。
- 年代新聞台記者。
- 澳亞衛視主播。
- 東森超視主播。
- 華視新聞資訊台主播、主持人（2005～2009）
- 東森新聞台主播、主持人。（2010-2021）
- 東森電視新媒體《EBC地產王》主持人。
- 華視新聞資訊台主播（2023年12月15日～至今）。
- 華視新聞資訊台《新聞湘對論》主持人（2023年12月15日～2025年3月30日）。
- 華視新聞資訊台《華視晨間新聞》主播（2025年3月31日～2025年5月9日）。
- 華視新聞資訊台《Good morning台灣》主播（2025年5月12日～至今）。

## 主持作品

### 曾播報或主持過的節目
- 華視新聞資訊台 《新聞湘對論》主持人
- 華視新聞資訊台《華視新聞雜誌》主持人。
- 華視新聞資訊台《華視新聞廣場》主持人。
- 華視主頻《華視晚間新聞》周末主播。
- 東森超視《超視晚間新聞》主播。
- 東森超視《超級星新聞》主播。
- 東森新聞台《Hello！台灣》主播。
- 東森新聞台《海峽拚經濟》代班主持人。
- 東森電視新媒體《EBC地產王．好宅開箱》主持人。
- 東森電視新媒體《EBC地產王．地產男女》主持人。

### 現任播報或主持的節目
- 華視主頻、華視新聞資訊台《華視晨間新聞》主播

## 電視廣告
- TES「電動機車 捨我騎誰」

## 公益活動
- 東森傳愛 聽見愛的聲音[2]
- 東森傳愛 慢飛天使助飛計畫
- 東森幼幼傳愛 慢飛天使助飛計畫

## 外部連結
- 徐湘華的Facebook專頁